# Aeroportul Mata'aho
Aeroportul Mata'aho (IATA: NFO, ICAO: NFTO) este un aeroport din Tonga.
Situat la o altitudine de 72 m, aeroportul dispune de o singură pistă.